# PMS Torino
El PMS Torino fue un equipo de baloncesto italiano con sede en la ciudad de Turín, en Piamonte, creado en 2011 tras la desaparición del Auxilium Pallacanestro Torino. Desapareció en 2015, haciéndose con los derechos el antiguo equipo, refundado. Disputaba sus partidos en el PalaRuffini, con capacidad para 4.500 espectadores.

## Nombres
- Zerouno Moncalieri S.Mauro

(2009-2011)
- PMS Torino

(2011-2014)
- Manital Torino

(2014-2015)

## Posiciones en Liga
- 2009 - (5-B Dil)
- 2010 - (1-B Dil)
- 2011 - (6-A Dil)
- 2012 - (2-Naz A)
- 2013 - (1-Naz A)
- 2014 - (5-LNP Gold)
- 2015 - (3-LNP Gold)

## Palmarés
- Campeón LNP Gold (2015)
- Campeón Divisione Nazionale A (2013)
- Subcampeón Copa Divisione Nazionale A (2012)

## Jugadores destacados
| - Valerio Amoroso - Massimo Chessa - Jacopo Giachetti - Stefano Mancinelli - Guido Rosselli |  | - Davion Berry - Timothy Bowers - Ronald Lewis - Ronald Steele - / Jakub Wojciechowski |